# Comme une étincelle
Comme une étincelle(Feels Like Ishq) est une série télévisée d'anthologie Romance en langue hindi indienne de 2021,.La série est réalisée par Tahira Kashyap, Ruchir Arun, Danish Aslam, Sachin Kundalkar, Jaydeep Sarkar et Anand Tiwari. La série comprend six  épisodes autonomes,,.
La série est sortie le 23 juillet 2021 sur Netflix,.

## Synopsis
Ces courts épisodes suivent des jeunes gens qui luttent contre le tourbillon d'émotions provoqué par leur rencontre avec l'amour dans des situations inattendues.

## Distribution[8],[9]

### Épisode 1
- Radhika Madan : Avni
- Amol Parashar : Jay
- Devika Vatsa : Sunaina
- Abeer Meherish : Pranav

### Épisode 2
- Mihir Ahuja : Maninder
- Kajol Chugh : Nimmi
- Kavita Pais : la mère de Maninder

### Épisode 3
- Saba Azad : Tarasha Ahmed
- Sanjeeta Bhattacharya : Muskaan
- Srishti Srivastava : Namrata

### Épisode 4
- Simran Jehani : Tara
- Rohit Saraf : Aditya
- Raghav Dheer : Shivin
- Mehr Acharia Dar : Shernaz Aunty
- Siddhant Patra : Akshay

### Épisode 5
- Zayn Marie Khan : Shahana
- Neeraj Madhav : Rajeev

### Épisode 6
- Tanya Maniktala : Meher
- Skand Thakur : Kabir

## Épisodes
1. Le plus beau jour de leur vie ?
2. Un béguin d'isolement
3. Un hôte modèle
4. Elle m'aime, un peu, beaucoup…
5. L'entretien
6. La voie de l'amour

## Réception
La série a reçu des critiques mitigées, la plupart des critiques qualifiant les histoires d'être d'une douceur écœurante.
Sudevan Praveen de The Hindu a écrit "Les scénaristes et réalisateurs... ont sincèrement tenté de rendre leurs histoires douces. Mais après avoir mangé des courts épisodes, au lieu d'être chauds et flous, on ressent la nausée de trop manger des desserts"
Lakshana Palat, écrivant pour The Indian Express, a déclaré : « L'idée de l'anthologie est d'insuffler ce sentiment chaleureux et flou chez le spectateur. Il est clair que les histoires ne sont pas censées être profondes, mais simplement douces par essence. Eh bien, si vous êtes Prêt pour romances sucrées et mièvres, ce spectacle pourrait bien être fait pour vous. Cependant, trop de douceur pourrait être un peu une surdose.
Saibal Chatterjee de NDTV lui a attribué 3 étoiles sur 5 en déclarant que "les épisodes s'attardent sur des investigations hésitantes et tremblantes plutôt que sur des plongées pleines de passion dans l'inconnu. Comme les personnages qu'ils représentent, les épisodes se déplacent à la recherche du point idéal". Ils ne touchent la cible qu'occasionnellement mais les ratés ne causent aucun dommage permanent.
Arnab Banerjee d'Outlook a écrit : « Une catégorie d'épisodes passionnants et plein de potentiel, ce portemanteau décrivant différentes circonstances peut être gagnant sur toute la ligne. Composée de plusieurs vignettes, souvent reliées de manière thématique, ou avec la même prémisse ou la même situation de serre-livres, cette anthologie, ne s'en tient pas à un genre spécifique. Il est parfois convaincant, chargé d'émotions intenses, mais recourt également à la voie éprouvée".